# Сопемпа
Сопемпа (*тай-ниа:ᥔᥫᥴ ᥙᥥᥛᥱ ᥜᥣᥳ; д/н — 1377) — 2-й володар держави Муанг Мао у 1371—1377 роках. У китайців відомий як Чжао Бінфа.

## Життєпис
Син Сі Кефа. Перша згадка про нього відноситься до 1363 року. За різними відомостями керував державою за відсутності батька, що рушив проти царства Сікайн, або власне Сопемпа очолював військову кампанію 1363—1364 років. Ймовірно 1369 року став співволодарем батька, ставши одноосібним правителем після смерті останнього 1371 року.
Переніс свою резиденцію до Чжіле. За повідомленням китайських хронік «Походження Мен Дін Тусі» та «Генеалогія Лучуань Сі» зберігав мир з сусідами, але напевне це стосується лише півночі, оскільки в Юньнані зберігалася влада імперії Юань, що стала бар'єром проти військ Мін. Разом з ти з 1372 року відбувається війна проти аваського царя Свасоке, що тривала з перемінним успіхом, але зрештою завершилася 1375 року поразкою Муанг Мао. З цього часу васали Сопемпа, насамперед князівства Могн'їн і Кале (Калай) стають все більш самостійними, починається поступовий розпад держави.
Разом з тим корінні землі шанів не постраждали, що відбилося у свідченнях китайських хронік, які відмічали розвиток господарства і торгівлі. Помер 1377 року. Йому спадкував старший син Сосюпа.